# Nautilus house
La Nautilus House è una casa a forma di conchiglia realizzata dall'architetto messicano Javier Senosiain ubicata a Città del Messico. Si tratta di una particolare architettura organica ispirata dalle opere di Antoni Gaudì e Frank Lloyd Wright.

## Storia
L'abitazione, completata nel 2006, appartiene ad una giovane famiglia di Città del Messico, Magali e Fernando Mayorga e i loro due figli Allan e Josh, che si stufarono di vivere in una casa troppo tradizionale e perciò decisero di cambiarla in una decisamente più organica, moderna e sempre più integrata alla natura.

## Descrizione
L'edificio presenta forme arrotondate che imitano quelle dei gusci delle nautilus. La caratteristica principale di questa struttura è la libertà di espressione dello spazio. L’equilibrio tra moderno e arcaico è bilanciato tra architettura e arredamento, quest'ultimo fatto di pietre, vetri colorati ed arricchito ulteriormente da un tappeto d’erba che porta alle varie stanze interne. Si tratta di un'abitazione ecosostenibile: gli spazi interni si ispirano ai fondali marini e sono caratterizzati da una ricca vegetazione, dando l'impressione di vivere all'aperto. La struttura è stata realizzata in ferrocemento ed è costituita da un telaio in filo di pollo di piccolo diametro rinforzato in acciaio e rivestito da un sottile strato di cemento. Questo materiale pesa meno del mattone ed è resistente ai terremoti. La casa è illuminata dall'alto e dalla parete esterna composta da centinaia di piccoli vetri colorati ad arcobaleno.

### Bagno
Questa camera ricrea gli abissi del mare, con pareti di sabbia, piastrelle blu e alte finestre rotonde. Da una nicchia nel muro fuoriesce un getto d'acqua, simile ad una sorgente che sgorga dalla roccia.

### Camere
I vuoti del soffitto delle camere lasciano entrare la luce. Questa casa è priva di divisori che separano l'ambiente interno, ottenendo così uno spazio aperto, armonioso e unificato, simile al guscio dei molluschi. Una volta varcata la porta, emergendo dal giardino interno, si trova la stanza e il tavolo da pranzo. Alcune cavità in cima alla grande sala producono una luce più naturale. La scala a chiocciola prosegue lungo il corridoio, oltre la sala TV, riparata dal ventre del Nautilus. Questa scala sfocia nello studio, da dove si può intravedere il paesaggio montano.